# Maxixe

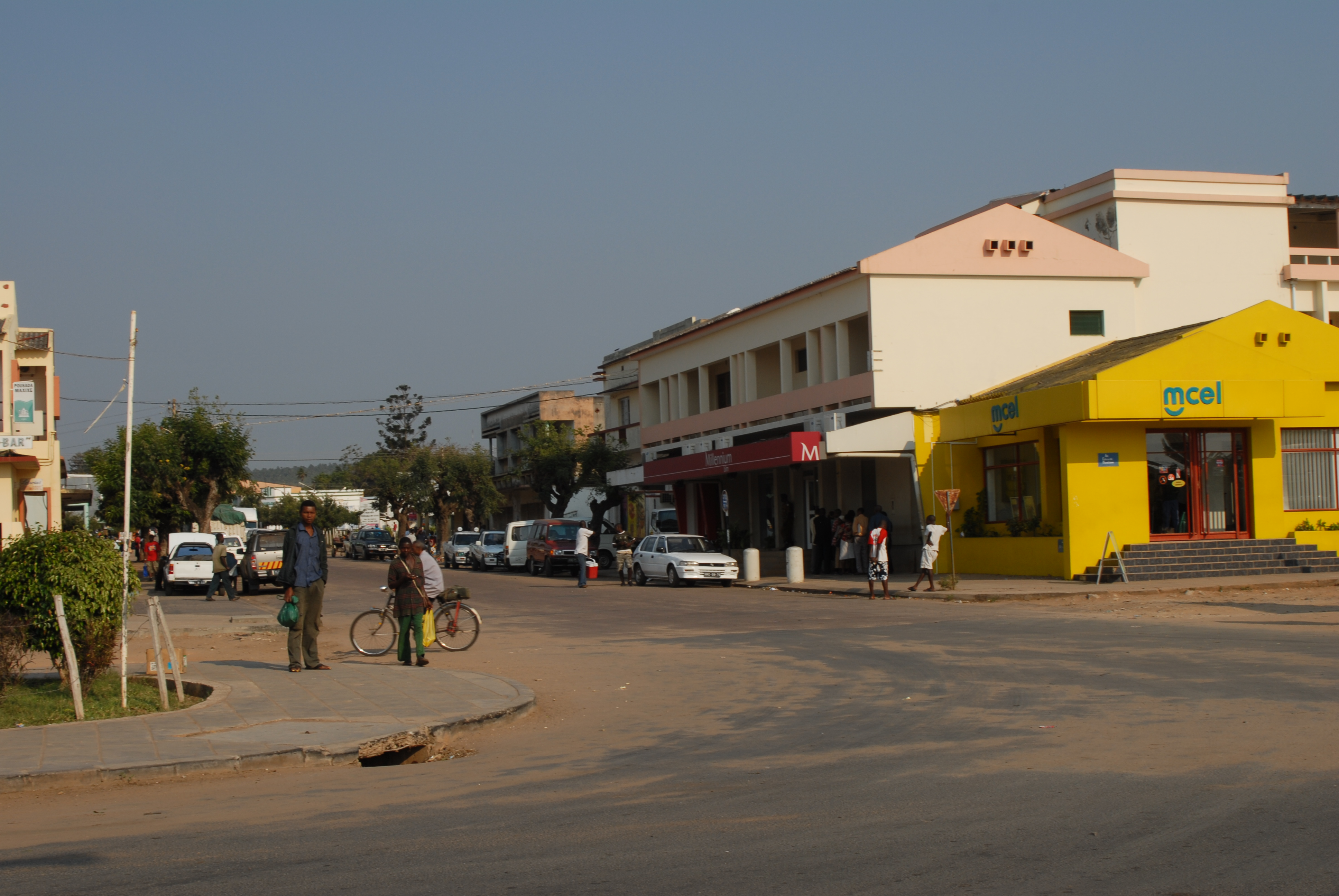
Gata i Maxixe.

Maxixe är en stad i sydöstra Moçambique, vid Inhambaneviken som mynnar ut i Indiska oceanen. Den är provinsen Inhambanes största stad och beräknades ha 127 372 invånare 2015. Inhambane, provinsens huvudstad, ligger på motsatt sida viken. 